# Юфа Йосип Семенович
Йо́сип Семе́нович Юфа (Яхве) (нар. 17 січня 1915, Городня, Чернігівська губернія, Російська імперія — пом. 7 жовтня 1974, Москва, СРСР) — радянський військовик, гвардії полковник, Герой Радянського Союзу (7 лютого 1944). Начальник оперативної групи гвардійських мінометних частин 38-ї армії 1-го Українського фронту.

## Короткий життєпис
Походить з родини службовців. Був старшим із п'яти дітей в єврейській родині. Закінчив сім класів неповної середньої школи та школу фабрично-заводського навчання. Рятуючись від голоду, родина переїхала до Петербурга. Працював слюсарем-механіком на заводі в Ленінграді. З 1932 року служить в РСЧА. 1936 року закінчив Ленінградське артилерійське училище імені Червоного Жовтня, служив на території УРСР, вчився у Артилерійській академії РСЧА імені Ф. Е. Дзержинського.
З липня 1941 року — на фронтах німецько-радянської війни. По прибутті до полку з академії, командира не застав — той незадовго перед тим загинув при бомбардуванні, та призначений заступником командира полку. Наприкінці 1941 року був відряджений на перепідготовку. З оточення під Харковом вивів дивізіон без втрат. Брав участь у боях в складі Сталінградського, 1-го Українського фронтів.
Влітку 1942 року майор Йосип Юфа стає командиром дивізіону «катюш». В боях під Сталінградом Юфа командував полком мінометів. За успішні бойові дії Йосипу Юфі присвоєне звання полковника, а його полк отримав звання гвардійського.
У боях під Бєлгородом полк Юфи за 5 днів знищив 33 німецькі танки, 85 автомобілів, 3 склади з набоями, 13 артилерійських батарей, 8 піхотних рот.
Наприкінці 1943 року — начальник оперативної групи гвардійських мінометних частин 38-ї армії 1-го Українського фронту. У листопаді 1943 року брав участь в битві за Київ, під його керівництвом здійснена переправа групи з восьми полків на Лютізький плацдарм. Мінометники масованим вогнем сприяли прориву німецької оборони під час визволення Києва. Війну закінчив у Празі.
Після закінчення війни продовжував служити в Радянській армії в окупаційних військах в Австрії.
1951 року завершив навчання в Артилерійській академії імені Ф. Е. Дзержинського. У часи антисемітської кампанії в СРСР не міг нікуди дістати розподіл, врешті-решт отримав посаду на Сахаліні, потім був переведений на Камчатку.
З 1958 року перебував у запасі, проживав в Москві. Працював військовим представником на Тушинському машинобудівельному заводі. Очолював заводське відділення товариства «Знання».
Помер 7 жовтня 1974 року в Москві. Похований в місті Красногорськ Московської області на Пенягінському кладовищі.

## Родина
Був одружений з Пащенко Марією Григорією, виховали сина Леоніда.

## Нагороди
- Указом Президії Верховної Ради СРСР від 7 лютого 1944 року за зразкове управління групою мінометників та героїзм гвардії полковнику Йосипу Юфі присвоєне звання Героя Радянського Союзу з врученням ордена Леніна та медалі «Золота Зірка» № 2619[1].
- другий орден Леніна
- три ордени Червоного Прапора
- орден Вітчизняної війни 1 ступеня
- орден Червоної Зірки
- медалі, у тому числі польські та чеські.